# Kinek mondjam el vétkeimet?
Kinek mondjam el vétkeimet? – debiutancki utwór węgierskiej piosenkarki Frideriki Bayer napisany przez Szilvesztra Jeneiego, wydany jako singiel oraz umieszczony na debiutanckiej płycie studyjnej artystki zatytułowanej Frederika z 1994 roku.
5 lutego 1994 utwór został zaprezentowany przez Bayer w finale Táncdalfesztivál (pol. Festiwalu Piosenki Tanecznej), który wygrał po zdobyciu łącznie 140 punktów od szesnastoosobowej komisji jurorskiej, dzięki czemu został wybrany na propozycję reprezentującą Węgry w 39. Konkursie Piosenki Eurowizji organizowanym w Dublinie.
30 kwietnia został zaśpiewany przez piosenkarkę w finale konkursu, w którym zajął ostatecznie czwarte miejsce ze 122 punktami na koncie, w tym m.in. z maksymalnymi notami 12 punktów od jurorów z Finlandii, Irlandii, Polski i Szwecji. Do tej pory jest to najwyższy wynik osiągnięty przez reprezentanta Węgier w konkursie, a także jeden z najwyższych wyników uzyskanych przez kraj debiutujący w stawce konkursowej.
Oprócz węgierskojęzycznej wersji piosenki, Bayer nagrała utwór w angielskiej wersji językowej – „Who Will Be There”. Piosenkarka zaśpiewała ją podczas 32. Festiwalu Piosenki w Sopocie, na którym zajęła drugie miejsce oraz odebrała Nagrodę Prezydenta Miasta.

## Lista utworów
CD maxi single
1. „Kinek mondjam el vétkeimet?” – 3:24
2. „Születésnap” – 4:20
3. „Bádogszív” – 3:57
4. „Who Will Be There” – 3:24

## Personel
W pracy nad singlem wzięli udział:
| - Szilveszter Jenei – gitara akustyczna - József Margit – gitara basowa - Mariann Pleszkán – wiolonczela - Zsolt Bolla – perkusja - Zoltán Marschalkó, Zsolt Vámos – gitara - Tamás Szabó – kazoo - Pál Herrer – instrumenty klawiszowe - Eszter Pap – obój - Enikő Balogh – skrzypce | - Zsuzsa Juhász – kierownictwo produkcji - Szilveszter Jenei – produkcja - Gábor Kisszabó – dyrekcja artystyczna - Sándor Jenei, Péter Kerpel – inżynieria dźwięku - Katalin Baricz – fotografia okładki |

Sesja nagraniowa singla odbyła się w 1994 roku w ósmym studiu Węgierskiego Radia.